# 加茂郡学校組合立下麻生中学校
加茂郡学校組合立下麻生中学校（かもぐんがっこうくみあいりつ しもあそうちゅうがっこう）は、かつて岐阜県加茂郡川辺町にあった公立中学校。

## 概要
旧・加茂郡下麻生町の中学校であった。1956年に下麻生町が分割され、中麻生地区は七宗村に、下麻生地区は川辺町に編入された際、下麻生中学校の校区を変更せずに存続とするために学校組合を設立した結果、加茂郡学校組合立下麻生中学校となった。
校舎は下麻生小学校の隣接地に存在した。廃校後は下麻生小学校の施設の一部となり、跡地は下麻生グラウンドになっている。

## 沿革
- 1947年（昭和22年）4月1日 - 下麻生町立下麻生中学校として開校。下麻生小学校の教室の一部を使用。
- 1948年（昭和23年）11月 - 校舎が完成する。
- 1956年（昭和31年）9月30日 - 下麻生町は分割され、中麻生地区は加茂郡七宗村に、南部の下麻生地区は加茂郡川辺町に編入される。校区を変更せずに川辺町と七宗村で学校組合を設立。加茂郡学校組合立下麻生中学校に改称する。
- 1962年（昭和37年）4月1日 - 廃校。下麻生地区の生徒は川辺町立川辺中学校に、中麻生地区の生徒は七宗村立上麻生中学校へ転入する。